# کلودیوس جیمز ریچ
کلودیوس جیمز ریچ (به انگلیسی: Claudius James Rich) باستان‌شناس، جهانگرد، آشورشناس و کردشناس اهل بریتانیای سده ١٩ است. او به زبان‌های لاتین، فارسی، کردی و سریانی آشنایی داشت.

## زندگی
کلودیوس ریچ در نزدیکی دیژون به دنیا آمد. دوران کودکی خود را در بریستول سپری کرد. از همان کودکی استعدادش در زبان‌آموزی آشکار بود علاوه بر لاتین و یونانی در جوانی با زبان‌های عبری، سریانی، فارسی، ترکی و دیگر زبان‌های شرقی نیز آشنا شد. در سال 1803، با نفوذ دوستان، شغلی در کمپانی هند شرقی به دست آورد. مهارت او در زبان‌های شرقی باعث پیشرفت سریع او شد. او کلکسیون‌های بسیاری از خوشنویسی و نقاشی و سکه داشت که بسیاریشان پس از مرگش در موزه بریتانیا نگه‌داری می‌شوند.

## سفر به کردستان
در اواخر سال 1820 سفری به کردستان داشت. سفر او از کردستان عراق امروزی شروع و به کردستان ایران ختم شد. جزئیات سفرش را در کتاب معروف خود را به نام «روایت اقامت در کردستان» (به انگلیسی: Narrative of a Residence in Koordistan) نوشت، سفرنامه ای که آثار و فرهنگ کرد را به تفصیل شرح می دهد. او در این کتاب از زندگی مردم در شهرها و روستاهای بسیاری از جمله سلیمانیه، پنجوین سنندج و مریوان گزارش مفصلی می‌دهد و به توصیف پوشش و آداب و رسوم کردهای این مناطق از کردستان می‌پردازد.